# Cephas Chimedza
Cephas Chimedza est un footballeur zimbabwéen né le 5 décembre 1984 à Harare (Zimbabwe).
Il évolue comme milieu de terrain au Saint-Trond VV depuis 2006.

## Palmarès
- Champion de Belgique D2 en 2009 avec Saint-Trond VV